# سندروم زوال سریع زیتون
سندروم زوال سریع زیتون یک بیماری درختان زیتون است که باعث ریزش برگ‌ها و شاخه‌ها می‌شود. علت اصلی این بیماری باکتری، اِگزیلِلا فَستیدیوزا (Xylella fastidiosa) است که توسط حشرات علفزار پخش می‌شود. باکتری‌ها جریان شیره در درخت را محدود می‌کنند.